# Slaughter (amerikansk musikgrupp)
Slaughter är ett amerikanskt heavy metal band som bildades 1988 i Las Vegas. 
Originalmedlemmarna var sångaren och gitarristen Mark Slaughter och basisten Dana Strum som spelat tillsammans i Vinnie Vincent Invasion. Senare tillkom trummisen Blas Elias och gitarristen Tim Kelly. Deras debutalbum Stick it to ya släpptes 1990 och blev väldigt populär. Albumet såldes i över två miljoner exemplar världen över och sålde Multi-Platinum i USA. Albumet innehöll hitsinglarna Up All Night, Fly to the Angels och Spend My Life. Albumet fick bra kritik. Bandets allra första spelning var som förband till Kiss på en arenaturné i USA. 
1992 släpptes albumet The Wild Life som inte blev lika populärt som debutalbumet. Albumet innehöll två hits Dance For Me Baby och Real Love. Efter The Wild Life sålde albumen bara sämre och sämre. 1995 släpptes Fear No Evil som fick dålig kritik och sålde dåligt. 1997 släpptes Revolution. 1998 dog gitarristen Tim Kelly i en bilolycka. Det tog bandet väldigt hårt men de spelade in en till skiva. Jeff Blando ersatte honom. 1999 släpptes gruppens femte och sista album Back to Reality. Albumet sålde dåligt. Efter det har de fortsatt att spela men de har inte släppt några nya album. Blando och Strum har sedan dess också turnerat I Mötley Crüe vokalisten Vince Neil's soloband.

## Medlemmar
Nuvarande medlemmar
- Mark Slaughter – sång, kompgitarr, keyboard, piano, tamburin (1988– )
- Dana Strum – basgitarr, bakgrundssång (1988– )
- Jeff "Blando" Bland – sologitarr, bakgrundssång (1998– )
- Zoltan Chaney – trummor, slagverk, bakgrundssång (2003– )

Tidigare medlemmar
- Tim Kelly – sologitarr, bakgrundssång (1988–1995, 1995–1998)
- Blas Elias – trummor, slagverk, bakgrundssång (1988–2002)

Turnerande medlemmar
- Dave Marshall – sologitarr, bakgrundssång (1995, 1998)
- Bobby Rock – trummor (2003–2004)
- Timothy "Timbo" DiDuro – trummor (2004–2011)

## Diskografi
Studioalbum
- 1990 – Stick It to Ya
- 1992 – The Wild Life
- 1995 – Fear No Evil
- 1997 – Revolution
- 1999 – Back to Reality

Livealbum
- 1998 – Eternal Live

EP
- 1990 – Stick It Live
- 1995 – Hard Times

Singlar (urval)
- 1990 – "Gave Me Your Heart"
- 1990 – "Spend My Life"
- 1990 – "Up All Night" / "Eye To Eye"
- 1990 – "Fly to the Angels" / "Desperately"
- 1991 – "Mad About You"
- 1992 – "Days Gone By" / "Reach for the Sky"
- 1992 – "Do Ya Know"
- 1992 – "First to be Slaughtered"
- 1992 – "Real Love"
- 1992 – "The Wild Life"
- 1992 – "Dance For Me Baby"
- 1995 – "Outta My Head"
- 1995 – "Searchin'"
- 1997 – "American Pie"
- 1998 – "Fly To The Angels 98"